# La Vela de Coro
La Vela de Coro es una ciudad y puerto de Venezuela, capital del municipio Colina del estado Falcón. En sus cercanías se ubica el Puerto de Muaco, puerto de intercambio comercial con las vecinas islas de las Antillas neerlandesas. Se encuentra literalmente unida a la capital del estado Coro, ciudad con la cual forma una conurbación. Su población es de 34.680 habitantes (2020).
Es poseedora de ricas manifestaciones culturales; es deslumbrante la belleza arquitectónica de La Vela, se pueden admirar casas del siglo XVII cuya arquitectura está influenciada por las islas de las Antillas Neerlandesas. Conocida también a nivel internacional en materia cultural por la tradicional Fiesta de Los Locos o Los Locos de La Vela, la cual se realiza todos los 28 de diciembre en el marco del día de los Santos Inocentes. Este encuentro se ejecuta para recordar “la matanza sagrada ordenada por Herodes con la finalidad de quitarle la vida al niño Dios”. Los participantes de esta fiesta se agrupan en lo que llaman “Locaínas” y van trajeados con ropa multicolor por las calles del pueblo, hasta llegar al monumento a la bandera donde se escoge y se premia al mejor traje de la edición.  
También se celebra la denominada "Marcha de la Fe" que celebra la Virgen de Guadalupe, patrona del estado Falcón, y que reúne todos los 12 de diciembre a unas 500.000 personas y la celebración de los carnavales "Arena, Sol y Mar", realizados en la plaza la antillana que reúne una gran cantidad de personas, tanto locales como regionales e internacionales, se realizan presentaciones de grupos musicales, grupos de danza, cantantes nacionales e internacionales, y elección de la reina de los carnavales siendo esto un atractivo turístico.
El 9 de diciembre de 1993 La Vela fue declarada Patrimonio de la Humanidad por la Unesco junto con Santa Ana de Coro en asamblea realizada en la ciudad colombiana de Cartagena de Indias, por poseer un casco histórico muy bien preservado que combina los estilos holandés y español utilizando técnicas originarias de los indígenas americanos.

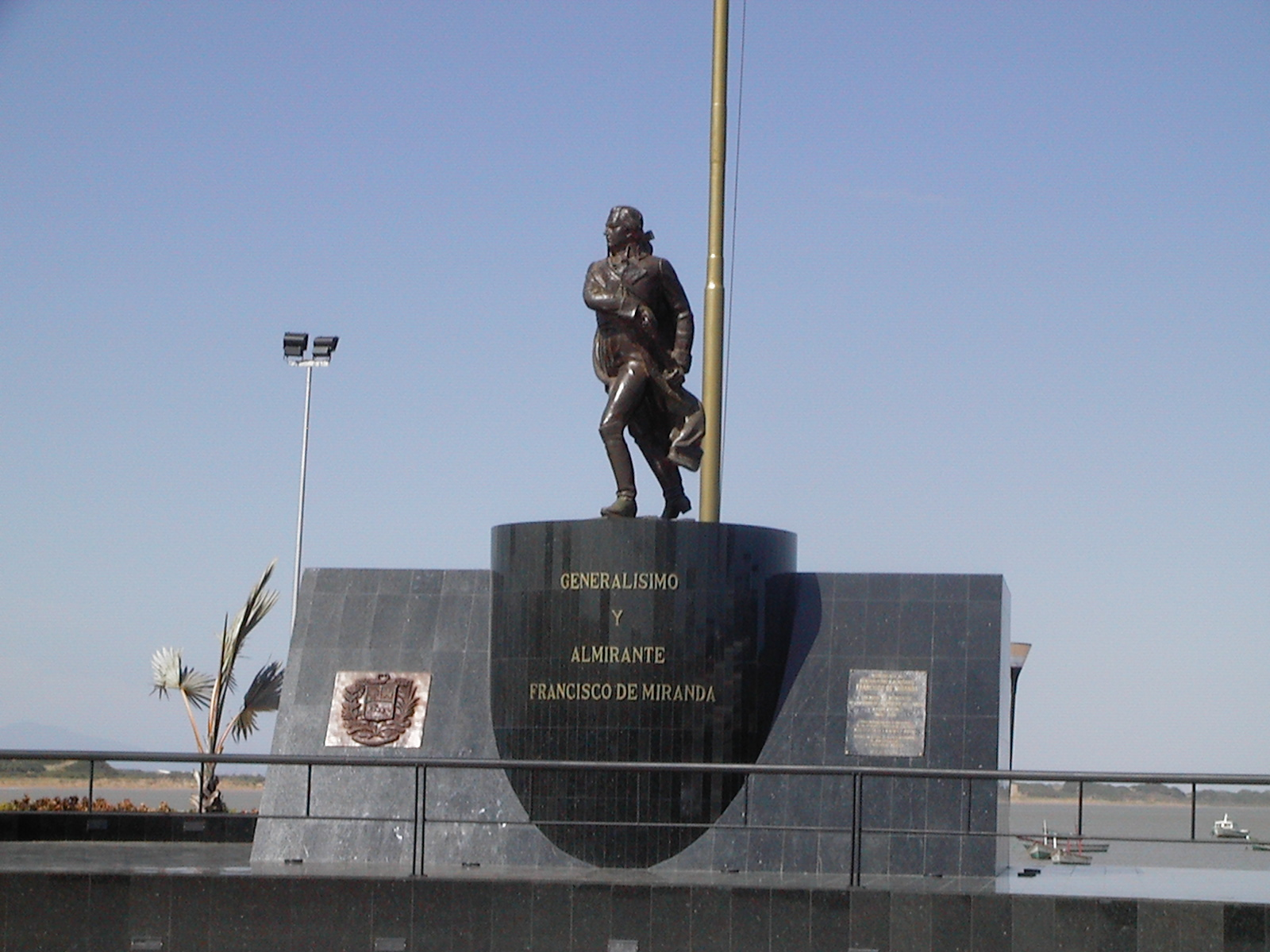
Monumento en honor a Francisco de Miranda en el Paseo de la Bandera

En la actualidad el gobierno nacional emprende inversiones dirigidas a preservar su rica arquitectura: su casco histórico está siendo intervenido para su mejora y conservación, asimismo se terminó de construir a orillas del mar el Paseo "Generalísimo Francisco de Miranda", para conmemorar los 200 años (en 2006) del arribo del "caraqueño universal" en su expedición libertadora a costas corianas en la que trajo la bandera que con el tiempo se convertiría en la oficial de Venezuela, Colombia y Ecuador.

## Historia
La Vela de Coro fue fundada en 1528 por Juan de Ampies siendo el primer puerto de la ciudad de Coro y de la provincia de Venezuela. Las continuas arribadas de piratas durante los siglos XVI y XVII dejaron su huella en el nombre porque era el sitio de 'vigilia" y "puerto de vela" de la ciudad. A finales del siglo XVIII sufrió las embestidas y amenazas constantes de países enemigos de España y compartió con la ciudad toda la suerte de vicisitudes durante los movimientos libertarios y las guerras civiles del siglo XIX.
En La Vela de Coro, el Generalísimo Francisco de Miranda el 3 de agosto de 1806, hizo por primera vez en suelo venezolano la bandera tricolor. 
En La Vela de Coro desembarcó en 1849 José Antonio Páez para hacer su revolución; el General Ezequiel Zamora en 1859 durante la Guerra Federal; León Colina en 1874; y en la Venezuela contemporánea durante el gobierno de Juan Vicente Gómez, en las playas de Muaco en 1929, llegó la invasión desde Curazao de valerosos corianos junto a estudiantes y caudillos que enfrentaban decididamente al dictador.

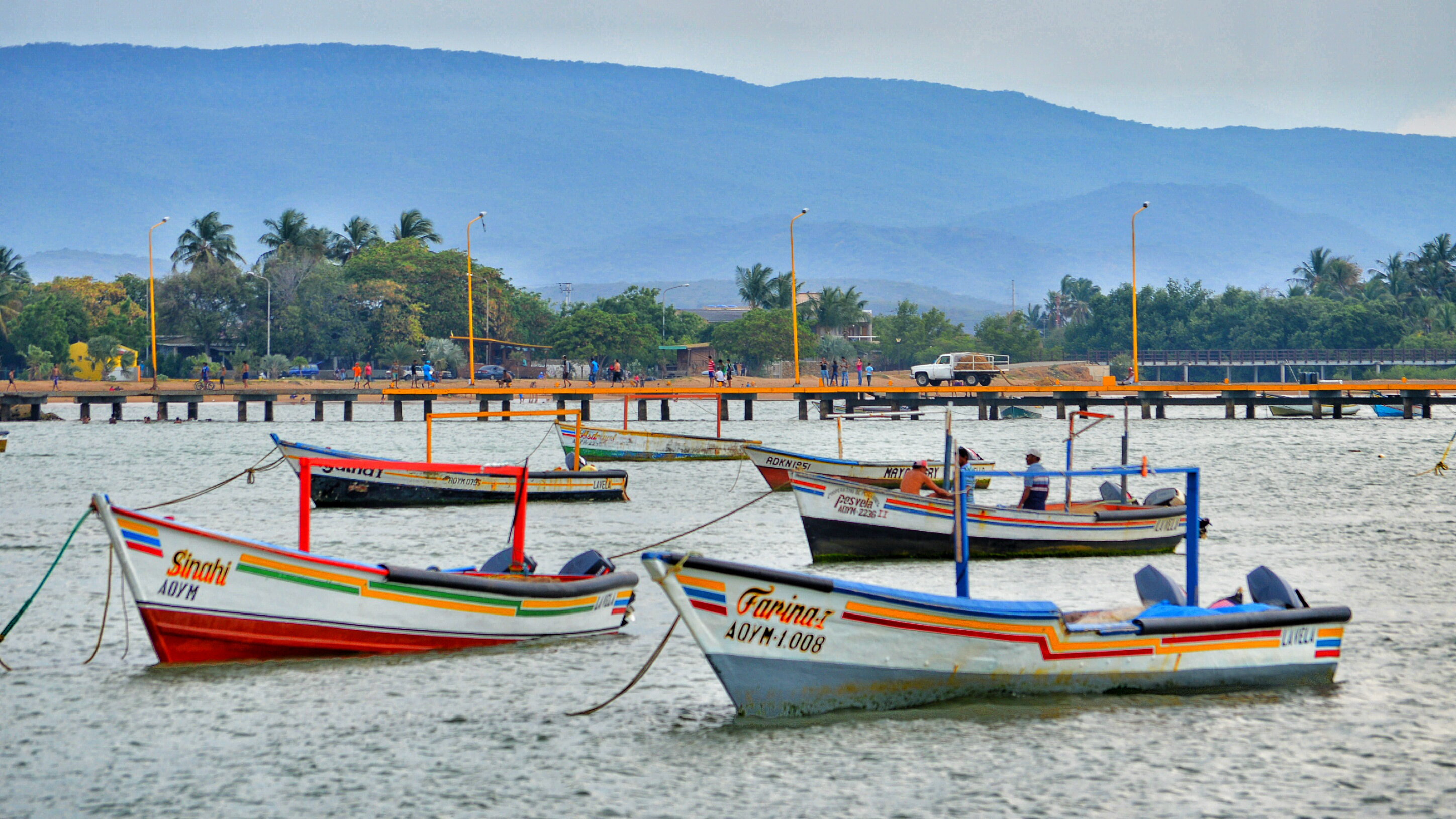
Pescadores en Playa de la Vela

Según algunas fuentes el nombre de "La Vela de Coro" proviene del miedo que generaba el "Monstruoso Carvajal" (Juan de Carvajal). Sus habitantes pasaban la noche "velando" sobre las armas, temiendo a cada instante que el sanguinario gobernador viniese a degollarlos, -Viajero de Indias, Francisco Herrera Luque.
La vaguada ocurrida en 2010 afectó muchas de las históricas edificaciones de la Vela de Coro, lo que provocó su ingreso a la lista de riesgo de perder la declaración como patrimonio mundial de la humanidad (advertencia de la Unesco). Como medida inmediata para conservar esta condición patrimonial, ese mismo año el presidente Hugo Chávez aprobó un punto de cuenta por Bs 80 millones para la restauración de más de 100 casas y ocho monumentos, trabajos que ejecutaron el gobierno regional, a través de la Corporación Falconiana de Turismo (Corfaltur), y el Instituto de Patrimonio del Ministerio de la Cultura.
Según informe aceptado por la UNESCO la zona fue restaurada y saldría de la lista de riesgo en 2016, dependiendo de los resultados de la supervisión realizada por el organismo en septiembre de 2015.